# ريتشارد لايبر
ريتشارد لايبر (بالإنجليزية: Richard Lieber)‏ هو شخصية أعمال أمريكي، ولد في 5 سبتمبر 1869 في دوسلدورف في ألمانيا، وتوفي في 15 أبريل 1944 في McCormick's Creek State Park ‏ في الولايات المتحدة.